# Arkys bulburinensis
Espèce
Arkys bulburinensis est une espèce d'araignées aranéomorphes de la famille des Arkyidae.

## Distribution
Cette espèce est endémique d'Australie. Elle se rencontre en Nouvelle-Galles du Sud et au Queensland.

## Description
La carapace du mâle holotype mesure 2,8 mm de long sur 2,4 mm et l'abdomen 3,4 mm de long sur 2,1 mm et la carapace de la femelle paratype mesure 2,8 mm de long sur 2,4 mm et l'abdomen 5,7 mm de long sur 4,5 mm.

## Étymologie
Son nom d'espèce, composé de bulburin et du suffixe latin -ensis, « qui vit dans, qui habite », lui a été donné en référence au lieu de sa découverte, la forêt d'État de Bulburin.

## Publication originale
- Heimer, 1984 : Remarks on the spider genus Arcys Walckenaer, 1837, with description of new species (Araneae, Mimetidae). Entomologische Abhandlungen, Staatliches Museum für Tierkunde Dresden, vol. 47, p. 155-178.